# Kiwi Danmark
Kiwi var en kæde af discountbutikker i Danmark, som oprindeligt stammede fra Norge, hvor kæden hedder Kiwi Minipris. Da kæden lukkede ned i Danmark havde de 103 butikker på landsplan.

## Historie
Den første butik blev åbnet i Hokksund i Norge i 1979. Navnet kommer fra grundlæggernes efternavne, Tor Kirkeng, Henning Kirkeng og Svein Wike, hvor de to første bogstaver i Kirkeng og Wike danner KIWI.
I 2008 indgik den norskejede dagligvarekoncern Dagrofa et samarbejde om etablering af 50 Kiwi butikker i Danmark, primært i Jylland og på Fyn. Disse butikker var tidligere Alta butikker, som blev konverteret til Kiwi butikker.
28. april 2017 oplyste Dagrofa at Kiwi ville lukke i Danmark, hvilket kostede 2400 medarbejdere jobbet (heraf 1100 fritidsjobs). Ca. 30 af Kiwi's butikker blev konverteret til Spar eller Meny butikker. Lukningen skete grundet en hård konkurrence på discount område i Danmark.